# Szira Gefen
Szira Gefen (hebr.) שירה גפן, (ang.) Shira Geffen (ur. 1971 w Ramat Ganie) – izraelska reżyserka, aktorka i scenarzystka filmowa.
Pochodzi z artystycznej rodziny. Jej matka także była aktorką, ojciec Jonatan Gefen dramatopisarzem, brat Awiw Gefen jest muzykiem. Jest siostrzenicą Moszego Dajana. Po odbyciu służby wojskowej ukończyła szkołę aktorską w Tel Awiwie. Występowała na scenach teatralnych, grała w filmach. Jest autorką scenariuszy, sztuk teatralnych, książek dla dzieci. W życiu prywatnym jej partnerem jest pisarz Etgar Keret. Filmowy debiut reżyserski Gefen, Meduzy z 2007 roku, jest wspólnym dziełem jej i Kereta.

## Filmografia
- Meduzy (Meduzot 2007)